# 파이스토리 : 악당상어 소탕작전
"파이스토리 : 악당상어 소탕작전"(The Reef 2: High Tide)은 대한민국, 미국에서 제작된 마크 A.Z. 디페, 박태동 감독의 2012년 애니메이션, 모험 영화이다. 컴퓨터 애니메이션 영화로서 2006년 영화 파이 스토리의 후속작이다. 드레이크 벨 등이 주연으로 출연하였다.

## 출연

### 주연
- 드레이크 벨
- 앤디 딕

### 조연
- 프란 드레셔
- 프랭키 조나스
- 제이미 케네디

## 기타
- 프로듀서: 이영기
- 프로듀서: 다니엘 추바
- 프로듀서: 애쉬 R. 샤
- 프로듀서: 마크 A.Z. 디페
- 아트디자인: 김정훈
- 아트디자인: 강성우
- 모델링/컴포지션 슈퍼바이저: 이상우
- 리깅/애니메이션 슈퍼바이저: 조경호